# Johann Baptist Homann

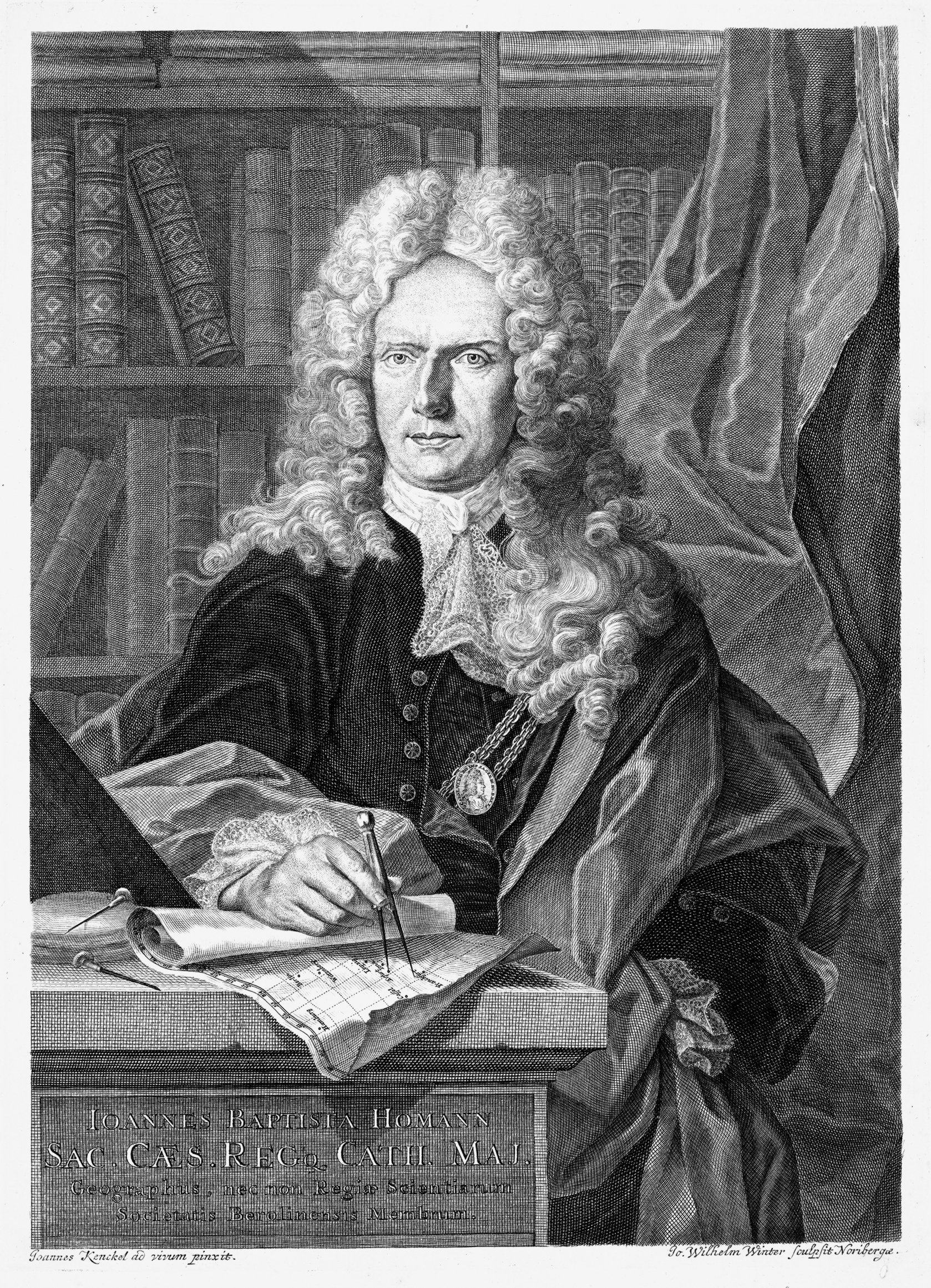
Johann Baptist Homann

Johann Baptist Homann (Ober-Kammlach, nu onderdeel van Kammlach in Unterallgäu, 20 maart 1664 - Neurenberg, 1 juli 1724) was een Duitse cartograaf, uitgever en graveur.
Homann werd aanvankelijk in een jezuïetencollege opgeleid; hij wilde dominicaan worden, maar in 1687 werd hij protestant en werd notaris in Neurenberg. Al snel ging hij kopergravures van landkaarten maken. Van 1693 tot 1695 was hij werkzaam in Wenen en daarna weer in Neurenberg en in 1698 maakte hij kaarten in Leipzig.
In 1702 richtte hij een uitgeverij en een handelsfirma voor cartografie op in Neurenberg en maakte daar globes en publiceerde landkaarten. Een eerste reeks verscheen in 1710. Homann leverde  200 kaarten, waarbij De Grote Atlas van de Wereld met 126 pagina's (1716) en de Atlas methodicus (1719) met 18 bladen. Bekend werd zijn fantasiekaart accurata tabulae utopiae van het paradijs uit het fictieve reisverslag van Johann Andreas Schnebelin. Ook maakte hij de kaarten Weihnachtsflut in Niederdeutschland (1717), Herzogtümer Bremen und Verden en Umgebungsplan von Bremen met  een stadsgezicht (ca. 1720).
Homann dook onder de prijzen van de Nederlandse en Franse uitgevers in Duitsland en werd daarmee de belangrijkste uitgever van kaarten en atlassen. Zijn kaarten waren voorzien van rijke artistieke historische en etnografische afbeeldingen.
In 1715 werd Homann lid van de Pruisische Academie van Wetenschappen en werd ook verkozen tot keizerlijke geograaf aan het hof van keizer Karel VI.
Hij werkte zeer nauw samen met de reeds bekend zijnde Neurenbergse graveur Christoph Weigel (1654-1725). Zijn Kleiner Atlas scholasticus von 18 Charten in 1710 werd van commentaar voorzien door de Leipziger schoolboekenschrijver Johann Hübner (1668–1731) en ook de in 1719 verschenen Atlas methodicus werd door Johann Hübner van aantekeningen voorzien.
Johann Baptist Homann overleed op 1 juli 1724. Zijn bedrijf ging over naar zijn zoon Johann Christoph Homann (1703-1730). Ook zijn twee managers, Johann Georg Ebersberger (of Ebert) en Johann Michael Franz werden erfgenamen van de zaak.  Na zijn dood werd het bedrijf onder de naam Homannsche Erben (Heritier de Homann, latijns: Homannianos Heredes) voortgezet en eindigde in 1848 met de dood van de laatste eigenaar Christoph Franz Fembo. 
Van Johann Baptist Homann werd een buste geïnstalleerd in de Ruhmeshalle in München, maar deze ging in 1944 definitief verloren.

## Afbeeldingen

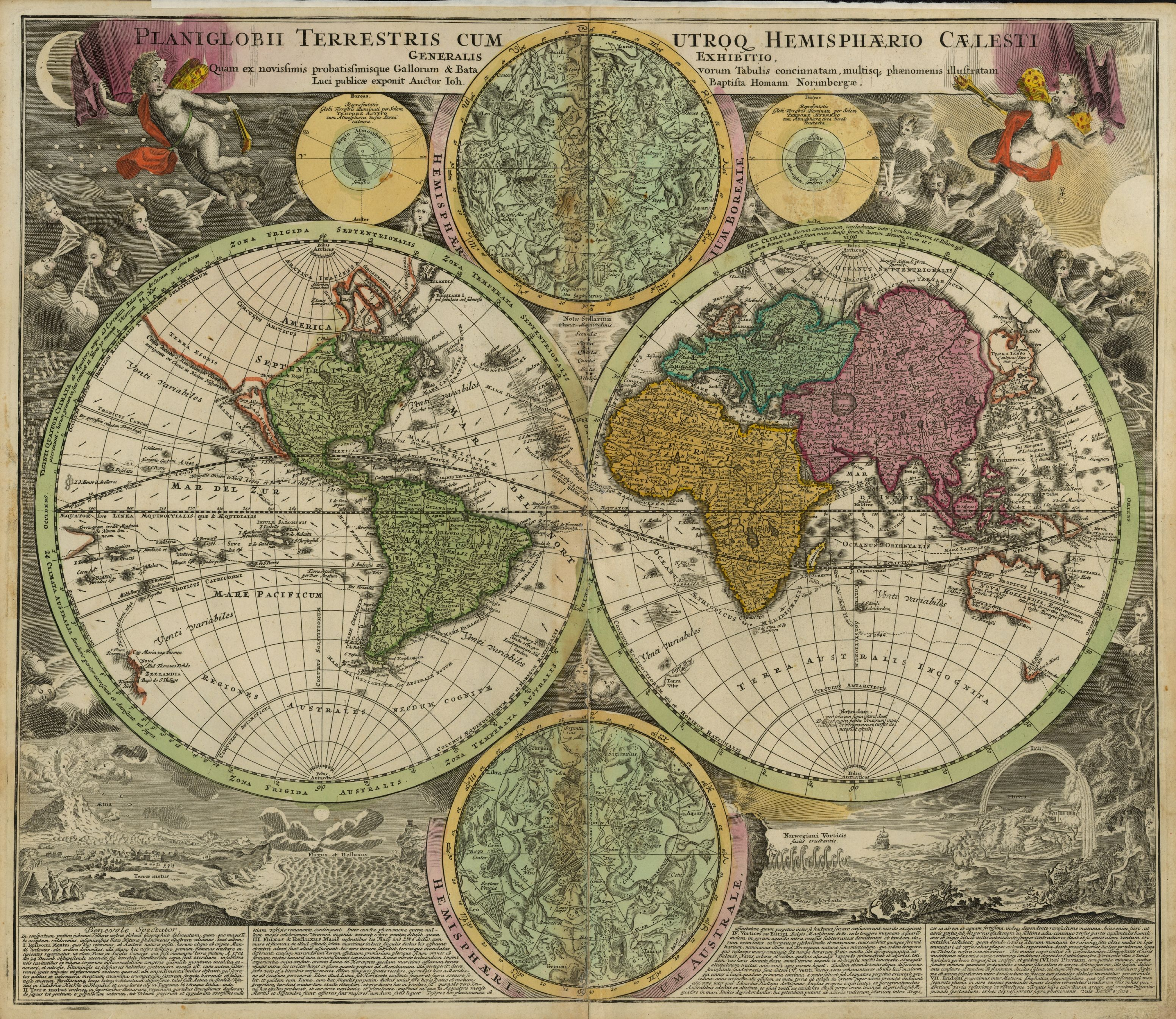
Planiglobii Terrestris Cum Utroq[ue] Hemisphærio Cælesti Generalis Exhibitio, Nürnberg 1707
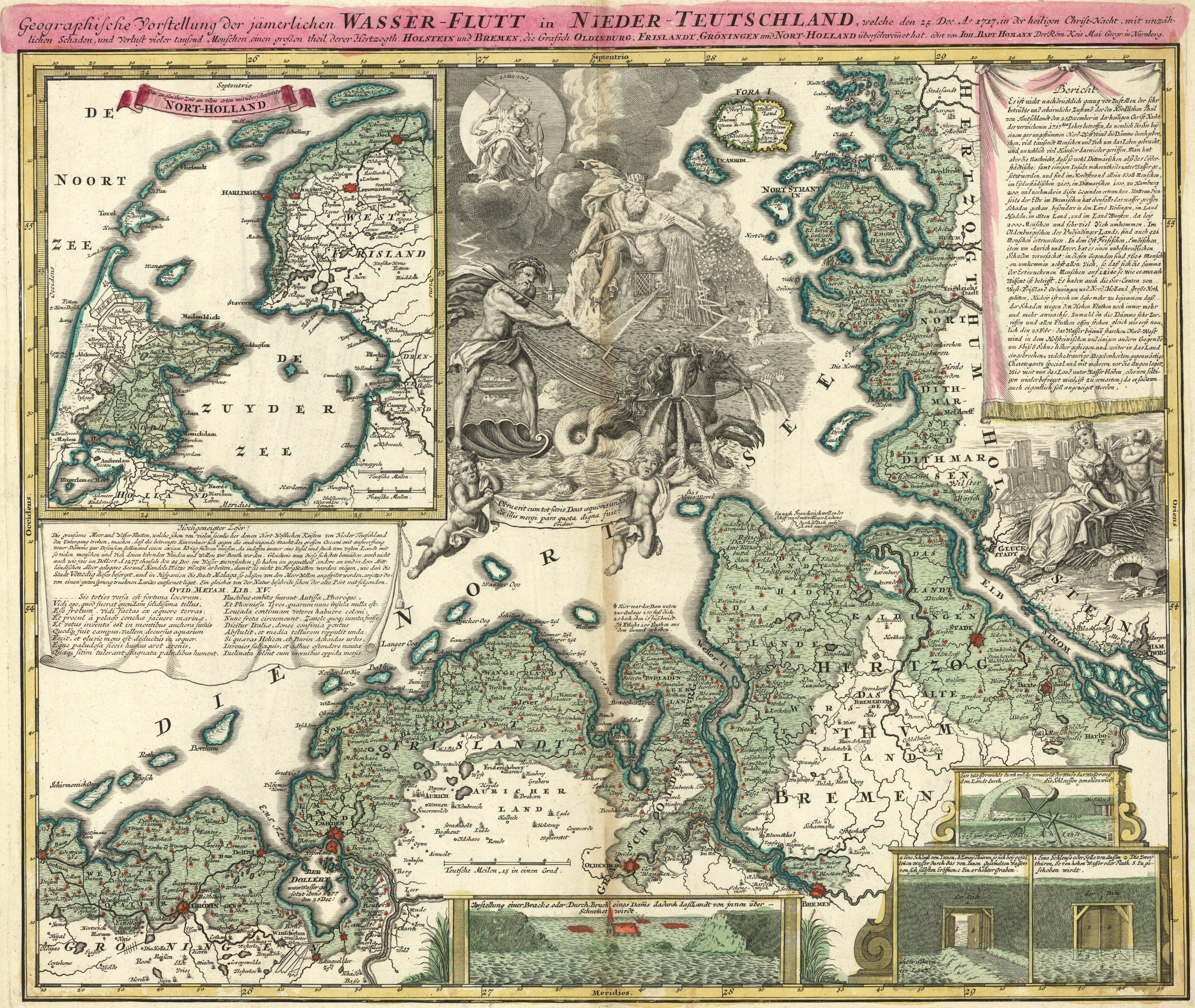
Kaart van de in Nederland en Ostfriesland overstroomde gebieden tijdens de Kerstvloed van 1717
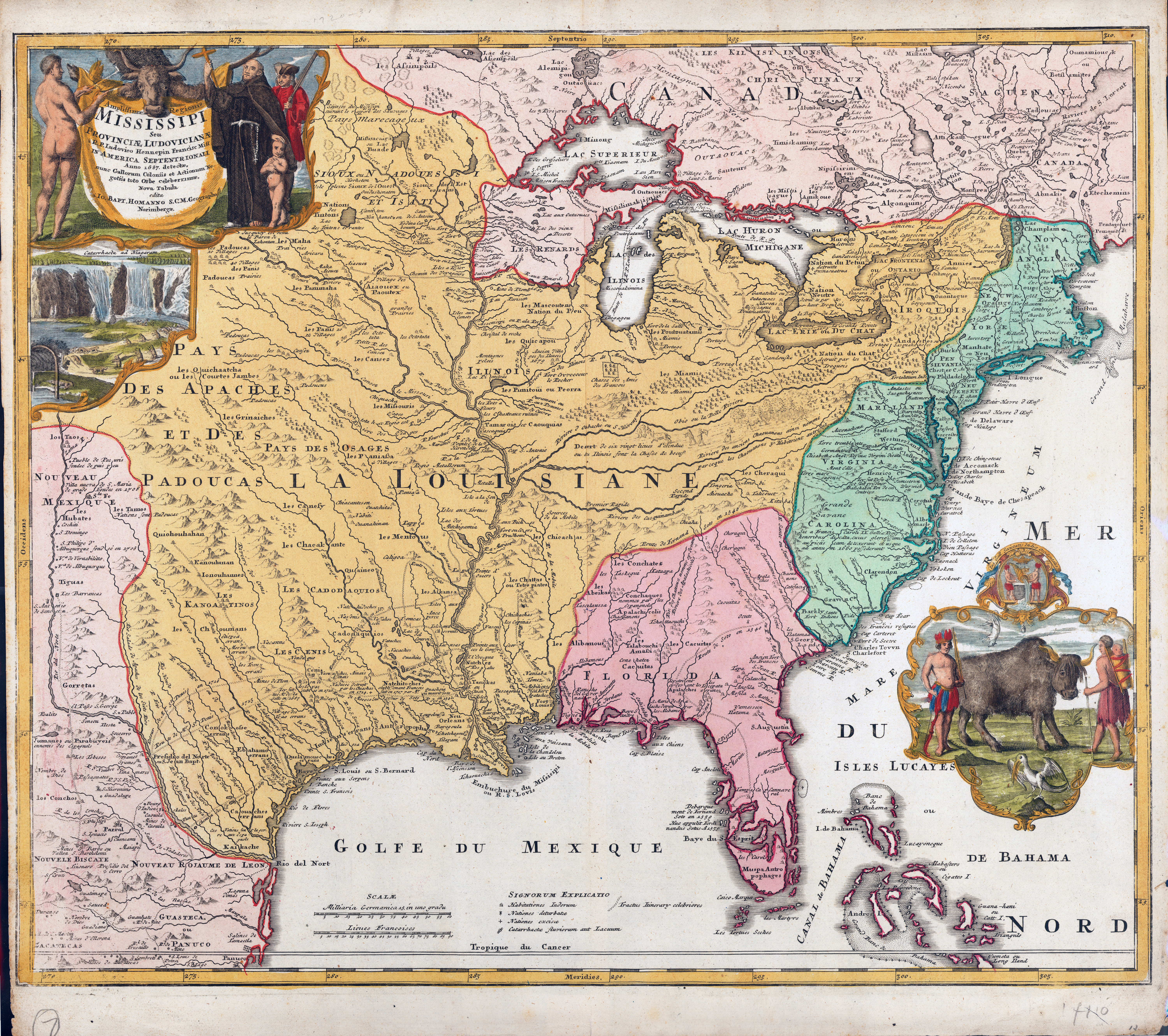
Amplissimae Regionis Mississipi, c. 1720
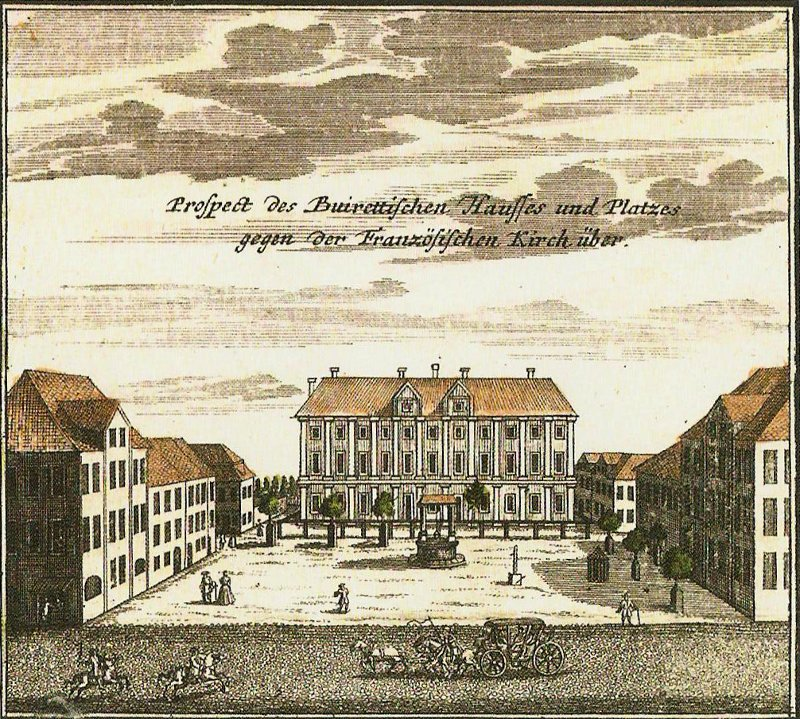
Erlangen Hugenottenplatz 1721, prent van Homann